# Історіософія
Історіософія — релігійно-філософські чи філософсько-ірраціонально-містичні уявлення про історичний процес та відповідні теоретичні схеми розвитку такого процесу і відповідні способи теоретизування. Будь-яка історіософська концепція виходить з того, що існує історичний процес як такий, але першопричини історичного руху принципово не можуть бути до кінця раціонально осмислені і логічно концептуалізовані. Цим фундаментальним обмеженням можливостей наукового поступу в пізнанні історичного процесу історіософський підхід кардинально відрізняється від філософії історії на кшталт просвітницької традиції, геґельянства, марксизму або еволюціонізму (див. Просвітництва доба, Марксизм в історичній науці, Еволюціонізм в історичній науці). Історіософія передбачає "ірраціональний залишок" історичного буття, який внаслідок своєї ірраціональності не може бути осягнений розумом, а лише відчутий чи сприйнятий або через віру, зокрема завдяки причетності до певної релігійної традиції, основи якої, здебільшого, творчо інтерпретуються, або через інтуїцію. Проте, по-суті, чіткої межі між історіософією та філософією історії не існує, й тому досить часто історіософію визначають як один з напрямів – ірраціоналістичний – філософії історії, але навіть у цьому випадку історіософію не ототожнюють з філософією історії.

## Історіософські уявлення
Одним з найдавніших із зафіксованих у писемних джерелах історіософських уявлень є уявлення про божественну визначеність людської історії, що міститься в Старому Завіті (див. Біблія), частково вже в Книзі Буття, але головно – у книгах пророків: Ісаї, Єремії та Єзекіїля.
Першу завершену, монументальну історіософську концепцію створив Блаженний Августин у праці "Про Град Божий" (лат. "De civitate Dei"; 413–426). У ній опис плину конкретної історії людства (держав, народів, видатних осіб) поєднувався з розкриттям глибинних, божественних шарів історичного буття, до яких причетні праведні обранці.
Августинівська історіософія виявилася настільки відповідною культурі західнохристиянського середньовіччя, що вона впродовж кількох наступних століть визначала суть розуміння тогочасними людьми власної історії. Її відлуння було відчутним навіть у 17 ст. (Ж.-Б.Боссюе), коли в Європі вже починають формуватися підвалини раціоналістичної філософії історії (Ф.Бекон, Р.Декарт, Т.Гоббс), що стане панівною аж до кінця 19 ст. (Ш.-Л.Монтеск'є, Вольтер, А.-Р.Тюрго, М.-Ж.Кондорсе, К.-А.Сен-Симон, О.Конт, Г.-В.Геґель, К.Маркс, Г.Спенсер).
Історіософський підхід до осмислення руху людства був притаманним і східнохристиянській традиції. Найяскравіше він втілився в "Слові про Закон і Благодать" Іларіона (11 ст.).
У період безперечного домінування в культурі Західної Європи раціоналістичної філософії історії (18–19 ст.) історіософські за своїм духом концепції розвивали Дж.Віко, Й.-Г.Гердер та німецькі романтики (головно Ф.Шлегель), пізніше – Ф.-В.Шелінг.
Історіософські погляди були притаманні кирило-мефодіївцям (див. Кирило-Мефодіївське товариство) та російським слов'янофілам, серед останніх історіософськими побудовами особливо захоплювався О.Хомяков. У 2-й половині 19 ст. в українському інтелектуальному середовищі в ставленні до історії бере гору раціоналістичний підхід (М.Драгоманов, М.Зібер, В.Антонович, І.Франко, М.Грушевський), тоді як у російській поруч з подібною тенденцією (О.Герцен, В.Ключевський, П.Мілюков) виразно посилюється й власне історіософська. Її найвизначнішими представниками були насамперед М.Данилевський ("Росія і Європа"), К.Леонтьєв ("Візантинізм і слов'янство") та В.Соловйов. У наступні десятиліття історіософські ідеї розвивали князь Є.Трубецькой, П.Флоренський, С.Булгаков, Л.Карсавін, М.Лосський, Л.Тихомиров. Найпослідовніше ідеї всеєдності та боголюдства в їхньому історіософському, акцентовано релігійному вимірі в 20 ст. розвивав Л.Карсавін. Найближчим до нього в цьому відношенні серед російських філософів був С.Франк. Але останній приділяв більшу увагу укоріненості людини в трансцендентній безодні сакрального світу, який неможливо раціонально осягнути.
Класичній російській історіософії бракувало усвідомлення ролі та трагічної долі особистості в історичному процесі, і це стало цілком очевидним з початком Першої світової війни.
На подолання цих вад були спрямовані зусилля М.Бердяєва. Він почав інтерпретувати історію як процес дедалі більш повного розкриття і добра, і зла. Його погляд на історію мав виразно есхатологічний характер.
На початку 20 ст., спираючись на Й.-Г.Гердера та традицію німецького романтизму, віталізм Й.-В.Гете, ірраціоналізм А.Шопенгауера та волюнтаризм Ф.Ніцше, німецька І. відроджується в монументальній концепції О.Шпенглера. Будучи цілком індиферентним до релігійних питань, О.Шпенглер був переконаний в існуванні за пластом феноменального світу глибинної ірраціональної життєвольової субстанції, проявами якої є окремі культурно-історичні феномени масштабу античного, західного або китайського світів. Вони ґрунтуються на певних, унікальних для кожного з них, культурних праформах ("прафеноменах"), які визначають специфіку їхніх політичних та економічних форм, релігії та філософії, музики й образотворчого мистецтва, а головно – світовідчуття та світогляду. Проте всі вони мають тотожні стадії розвитку: зародження, зростання, розквіту, занепаду та смерті. Людина в шпенглерівській концепції є лише виразником глибинних прафеноменів своєї культури. Коли творчий дух культури зникає, настає її занепад при одночасному розвиткові механістичних форм життя, що означає перехід до цивілізації.
Принципові фаталізм та антиперсоналізм О.Шпенглера, його твердження про цілковиту окремішність розвитку культурно-цивілізаційних утворень (за належної оцінки його величезного внеску в подолання еволюціоністського прогресивізму та європоцентризму, що панували в 19 ст.) були неприйнятними для більшості інтелектуалів Європи періоду між двома світовими війнами. Серед них поступово утверджувалися екзистенціалістські умонастрої та підкреслена (як альтернатива фашистському та більшовицькому тоталітаризму) увага до окремої особистості (з її сумнівами, надіями, потягами і стражданнями), яка, за переконаннями єврейського релігійного філософа та письменника М.Бубера набуває повноти й повноцінності як "Я" через любов і напружений діалог з "Ти" (Богом чи іншою людиною). К.Ясперс, визнаючи гіпотезу про автономність окремих культур – цивілізаційних світів, заперечує її абсолютизацію, протиставляє їй релігійно-персоналістичне вчення про паралельний, але, так би мовити, узгоджений, "симфонічний", духовний розвиток людства. Центральною в його концепції є ідея вісьового часу (7–3 ст. до н. е.), коли паралельно й цілком незалежно в 5 центрах (Греція, Юдея, Іран, Індія, Китай) відбулися кардинальні духовні зрушення, що поставили конкретну людину (усвідомлену як вищу цінність у площині земного буття, наділену свободою вибору) сам-на-сам з божественною першореальністю.
Потужний історіософський шар виразно проглядається в філософсько-історичній концепції А.-Дж.Тойнбі. Тойнбі починав своє моделювання історії, виходячи зі шпенглерівських гіпотез циклічності, але стоячи на персоналістичних позиціях і не відмовляючись від базових християнських (див. Християнство) цінностей. Це неминуче вело його до відмови від фаталізму та ідеї принципового взаємонепроникнення окремих цивілізацій, у бік, з роками, все більшого підкреслення значення взаємодії Бога й особистості та спрямованості історії на об'єднання людства в єдину гармонійну цілісність. Для А.-Дж.Тойнбі окремі цивілізації не є чимсь абсолютно замкненим. Вони спираються на досвід попередників, взаємодіють з сусідами й, проходячи одну за одною фази зародження, зростання, розквіту, надлому й загибелі, породжують у власному нутрі нові соціокультурні феномени, які можуть надалі стати основою для становлення нових цивілізацій. Сам надлом не є фатально визначеним, а залежить від того, наскільки правляча еліта ("творча меншість") здатна вести за собою народ і продукувати ефективні "відгуки" на "виклики" часу.
Подібно до К.Ясперса та А.-Дж.Тойнбі вчення про безперервний, напружений і суперечливий зв'язок-діалог Бога та людини й кінцеву мету досягнення їх вищої єдності в пункті "Омега" в ті ж десятиліття розробляв французький філософ та теолог П.Тейяр де Шарден, багато в чому спираючись на ідею ноосфери В.Вернадського, що, як і філософсько-космологічні міркування К.Ціолковського, також мали певне історіософське забарвлення.
Окремі історіософські міркування можна угледіти в деяких працях В.Липинського, Д.Донцова, І.Лисяка-Рудницького та в пізніх роботах М.Брайчевського, Л.Гумільова.

## Історіософія у Філософії Об'єднання
«Об'єднавчий погляд на історію» — це концепція, що розглядає історію як цілеспрямований процес відновлення, керований законами, з кінцевою метою створення ідеального світу. Вона прагне дати відповідь на фундаментальні питання про походження, напрямок та сенс людської історії.
В основі лежить ідея, що початкова історія людства була спотворена внаслідок гріхопадіння. Тому вся подальша історія розглядається як «історія відновлення» — тривалий процес, керований Божим провидінням, для повернення людства до первісного ідеалу. Цей процес відбувається за певними закономірностями, які називаються «законами відновлення».
Об'єднавчий погляд намагається інтегрувати два фундаментальні підходи до історії: циклічний та лінійний (прогресивний). На відміну від фаталістичної циклічності Освальда Шпенглера, концепції «виклику та відповіді» цивілізацій Арнольда Тойнбі або суто прогресивних поглядів, як-от ідея «осьового часу» Карла Ясперса, Філософія Об'єднання пропонує модель спірального розвитку.
Історія не просто повторюється, але й не рухається прямолінійно.
- Циклічність проявляється через «закон синхронності провидіння», згідно з яким певні історичні періоди повторюють схожі моделі та події з минулого, але на новому рівні. Це створює паралелі між різними епохами.
- Поступальний (лінійний) рух забезпечується загальною спрямованістю історії до кінцевої мети — відновлення ідеалу творення. Кожен новий «виток» спіралі наближає людство до цієї мети.

Таким чином, історія рухається вперед через періоди, що повторюються за своєю внутрішньою логікою, але кожен раз на вищому рівні розвитку.
Теорія історії Об'єднання відкрито позиціонує себе як альтернативу історичному матеріалізму. Якщо марксизм бачить рушійною силою історії класову боротьбу, то Філософія Об'єднання визначає нею Боже провидіння та відповідальність людини. Згідно з цією теорією, крах комуністичної системи був закономірним, оскільки історичний матеріалізм пропонував хибне тлумачення історії та її кінцевої мети.